# Eriauchenius
Eriauchenius is een spinnengeslacht uit de familie Archaeidae. Met uitzondering van de Eriauchenius cornutus, die in Zuid-Afrika voorkomt, komen alle soorten uitsluitend voor op Madagaskar.

## Soorten
Het geslacht kent de volgende soorten:
- Eriauchenius ambre Wood, 2008
- Eriauchenius anabohazo Wood, 2008
- Eriauchenius borimontsina Wood, 2008
- Eriauchenius bourgini (Millot, 1948)
- Eriauchenius cornutus (Lotz, 2003)
- Eriauchenius gracilicollis (Millot, 1948)
- Eriauchenius griswoldi Wood, 2008
- Eriauchenius halambohitra Wood, 2008
- Eriauchenius jeanneli (Millot, 1948)
- Eriauchenius lavatenda Wood, 2008
- Eriauchenius legendrei (Platnick, 1991)
- Eriauchenius namoroka Wood, 2008
- Eriauchenius pauliani (Legendre, 1970)
- Eriauchenius ratsirarsoni (Lotz, 2003)
- Eriauchenius spiceri Wood, 2008
- Eriauchenius tsingyensis (Lotz, 2003)
- Eriauchenius vadoni (Millot, 1948)
- Eriauchenius voronakely Wood, 2008
- Eriauchenius workmani O. P.-Cambridge, 1881